# Susuwahi
Susuwahi es una ciudad censal situada en el distrito de Varanasi en el estado de Uttar Pradesh (India). Su población es de 10454 habitantes (2011). Se encuentra a 320 km al sureste de Lucknow.

## Demografía
Según el censo de 2011 la población de Susuwahi era de 10454 habitantes, de los cuales 5435 eran hombres y 5019 eran mujeres. Susuwahi tiene una tasa media de alfabetización del 86,90%, superior a la media estatal del 67,68%: la alfabetización masculina es del 93,52%, y la alfabetización femenina del 79,83%.